# Machiasport
Machiasport – miasto w Stanach Zjednoczonych, w stanie Maine, w hrabstwie Washington.